# Gladiolus densiflorus
Gladiolus densiflorus är en irisväxtart som beskrevs av John Gilbert Baker. Gladiolus densiflorus ingår i släktet sabelliljor, och familjen irisväxter. Inga underarter finns listade i Catalogue of Life.